# بولين مارسيل
بولين مارسيل (بالإنجليزية: Pauline Marcelle)‏ هي فنانة دومينيكاوية، ولدت في 21 يوليو 1964 في Calibishie ‏ في دومينيكا.